# حبشان (أبو ظبي)
حبشان هي منطقة تقع في الجزء الجنوبي الغربي من إمارة أبوظبي في الإمارات العربية المتحدة. وهو حقل نفط أساسي وللغاز لشركة بترول أبوظبي الوطنية (أدنوك). يحتوي على حقل نفط ومعسكرات لعمال النفط ويقوم  مجمع  حبشان  بمعالجة  نسبة %80 من إجمالي احتياجات الغاز اليومية لدولة الإمارات. تم تصنيف الجزء الأكبر من هذه المنطقة على أنه منطقة حمراء بسبب وجود غاز كبريتيد الهيدروجين.[بحاجة لمصدر] ويعد المكان منطقة إنتاج رئيسية للكبريت، وهو منتج ثانوي لصناعة النفط، وهي المحطة النهائية لشبكة السكك الحديدية الجديدة في الإمارات العربية المتحدة التي طورتها شركة الاتحاد للقطارات. بدأت العمليات التجارية على هذه السكة الحديد في ديسمبر 2015.